# Diana al bagno
Diana al bagno è un dipinto a olio su tela (57x73 cm) realizzato nel 1742 dal pittore francese François Boucher.
È conservato nel Museo del Louvre di Parigi.
La tela raffigura la dea Diana, riconoscibile dalla corona di perle con un gioiello a forma di luna, in compagnia di una ninfa inginocchiata ai suoi piedi.
La dea è nuda, pronta per il bagno, seduta su stoffe che fanno risaltare l'incarnato e i capelli biondi: la ninfa, inginocchiata alla sua destra e quindi a sinistra della tela, ha i capelli scuri e osserva bonaria le gambe della dea.
Le bianche nudità di entrambe si stagliano sullo sfondo scuro composto da arbusti e boscaglia: vicino a loro i simboli di Diana, come i cani di caccia, la faretra con le frecce ed alcune prede.